# Lygephila schachti
Lygephila schachti là một loài bướm đêm trong họ Erebidae.